# Vlinderstruik
De vlinderstruik (Buddleja davidii) is een plant uit de helmkruidfamilie. In Europa is de soort vooral als tuinplant in gebruik, maar de plant komt ook verwilderd voor. De struik kan enige maar geen zeer strenge vorst verdragen, bij circa −15 °C kan de plant sterven.
De plant wordt vlinderstruik genoemd omdat hij vlinders aantrekt. Een andere benaming is herfstsering, omdat de bloeiwijze op die van de sering lijkt. De plant bloeit met langwerpige bloeiwijzen van juli tot september. De bloemen van de wilde soort zijn lichtpaars, maar kwekers hebben ook donkerpaarse, roze en witte cultivars ontwikkeld. Geelbloeiende Buddleja in Nederlandse tuinen behoort meestal tot Buddleja × weyerana, een hybride waarvan de vlinderstruik een van de kruisingsouders is. Deze is matig winterhard. De meeste vlinderstruiken zijn bladverliezend maar er zijn ook groenblijvende exemplaren. De struik kan zo'n drie meter hoog worden.
De soortaanduiding davidii verwijst naar pater Armand David. De plant komt van origine waarschijnlijk uit China.

## Tuin
De onderzijde van de struik verhout en verhoute delen geven geen bloemen, de struik moet daarom jaarlijks of eens per twee jaar gesnoeid worden. De belangrijkste snoei gebeurt in het voorjaar na de vorstperiode (in april), de vlinderstruik wordt het best gesnoeid tot zo'n 50 cm boven de grond. Als het warmer wordt, vormen zich vanuit de knopen nieuwe takken die later in het jaar bloemen zullen dragen. De snoei bevordert de conditie van de vlinderstruik en zorgt dat de plant niet te groot wordt. Een tweede moment om - naar keuze - de plant te snoeien, is na de bloei. Deze snoei is minder diep dan de voorjaarssnoei, en dient vooral om bruin geworden bloemen te verwijderen, en om het uitzaaien te voorkomen. Het is wel goed om flink wat takken op de plant te laten staan, omdat deze de plant tegen de vorst beschermen. Als de plant niet gesnoeid wordt, zal de struik binnen enkele jaren verhouten en alleen hoog bloeien. De oude takken raken bovendien vaak beschadigd door vorst, en vormen dan een invalspoort voor verwelkingsziekten.
Het vermeerderen van de vlinderstruik gaat door middel van stekken of zaaien. De struik produceert veel zaad, maar de planten die hieruit groeien lijken zelden op de moederplant. Stekken is eenvoudig en geeft wel identieke jonge planten. Steek de toppen van afgeknipte takken (na de snoei) in het voorjaar in vochtige aarde, deze toppen moeten ongeveer 20 cm lang zijn. De stekgrond is niet zozeer van belang, al zullen de stekken in luchtige en enigszins vocht vasthoudende grond sneller aanslaan. Geef indien nodig af en toe water om verdroging van de grond rondom de stekjes te voorkomen (niet te veel). De takken wortelen makkelijk, in de meeste gevallen zal 95% van de stekjes aanslaan en na circa 6 weken nieuwe bladgroei vertonen. Waarschijnlijk zal een gewortelde stek nog hetzelfde jaar stevige takken met bloemen ontwikkelen. Stekpoeder bevordert de beworteling maar is niet echt nodig. Stekken kan ook in de zomer door een tak vlak onder twee bladogen af te knippen, de tak wordt met de bladogen in de natte grond gestoken. Ook nu voldoet luchtige humusrijke grond.
De struik kan vrij goed tegen zeewind en kan daarom een uitkomst zijn voor mensen die niet ver van de kust wonen.

## Cultivars
Bij een keuring van vlinderstruiken in 2011 in Boskoop, scoorden de volgende cultivars het best.
- 'Dart's Ornamental White', grote witte pluimen op een grote struik.
- 'Pink Delight', grote zuiver roze pluimen op een grote struik.
- 'Sunkissed', grote pastel lila pluimen op een grote stevige plant.
- 'Pink Spread', rozerode pluimen op een struik die breder wordt dan hoog
- 'Border Beauty', paarsroze pluimen op een grote struik, bloeit vroeg.
- 'Camkeep' ('Camberwell Beauty') en Dartmoor, hebben beide vertakte paarsroze bloemtrossen. 'Dartmoor' is groter dan 'Camkeep'.
- 'Dart's Purple Rain', vrij brede struik met vele paarse bloemtrossen
- 'Nanho Purple' en 'Nanho Blue', vrij kleine rassen (tot 1,5 m) met fijn grijs blad en roodpaarse (resp. blauwpaarse) bloemen.
- 'Pyrkeep' ('Purple Emperor'), een compacte plant met grote donker purperen pluimen
- 'Summer Beauty', een compacte plant met roze bloemen die neigen naar rood. In Amerika zijn rodere rassen in de handel.
- 'White Wings', een witbloeiende grote struik
- 'White Ball', een heel compacte plant met grijs blad en witte bloemen.

Andere cultivars zijn onder andere: de blauw bloeiende 'Ellen's Blue' of 'Dart's Papillon Bleu' met dikke pastelpaarse trossen. Er komen veel nieuwe Amerikaanse cultivars in de handel, die steriel zijn en zich dus niet uitzaaien. Een deel van deze rassen is zo compact, dat ze meerdere jaren in een pot kunnen blijven staan.
Bij het aanplanten van een witbloeiende vlinderstruik (bijvoorbeeld 'White Profusion') zal men moeten incalculeren dat het deel van de pluimen dat uitgebloeid is nogal (bruin) afsteekt tegen het nog in bloei zijnde gedeelte.

## Vlinders
Buddleja heeft bloemen die speciaal gebouwd zijn op bestuiving door vlinders. De bloembuis is lang en smal, waardoor alleen insecten met een lange tong bij de nectar kunnen. De struik heeft nog een aanpassing aan insectenbestuiving: van een onbestoven bloem is het hartje geel, en daarmee goed zichtbaar voor insecten. Na bestuiving wordt het rood, een kleur die insecten slecht zien. 
In Nederland worden vlinderstruiken vooral bezocht door algemeen voorkomende dagvlinders, zoals atalanta, witjes, kleine vos, distelvlinder en gehakkelde aurelia. De struik is zeer waardevol als voedselbron voor deze typische tuinvlinders, maar helpt weinig bij het redden van zeldzame vlindersoorten in Nederland. Deze komen niet op Buddleja af als vlinder, en ook hun rupsen hebben andere waardplanten nodig. 
Wie graag veel vlinders wil zien op een vlinderstruik, kan het beste kijken aan het eind van de ochtend op een zomerdag met zonnig weer en weinig wind. Als het erg droog is, kan het helpen om de struik een half uur tevoren water te geven. Dit stimuleert de nectarproductie, en dat ruiken vlinders. Om wekenlang te kunnen genieten van vlinders is het aan te raden om een vroegbloeiende en een laatbloeiende Buddleja te planten. Of plant twee planten van dezelfde cultivar, waarvan de ene wel, en de andere niet teruggesnoeid wordt in het voorjaar. Dat scheelt ongeveer drie weken in de bloeitijd. Door het jaar erna juist de andere plant te snoeien worden beide struiken niet te groot.

## Invasieve exoot

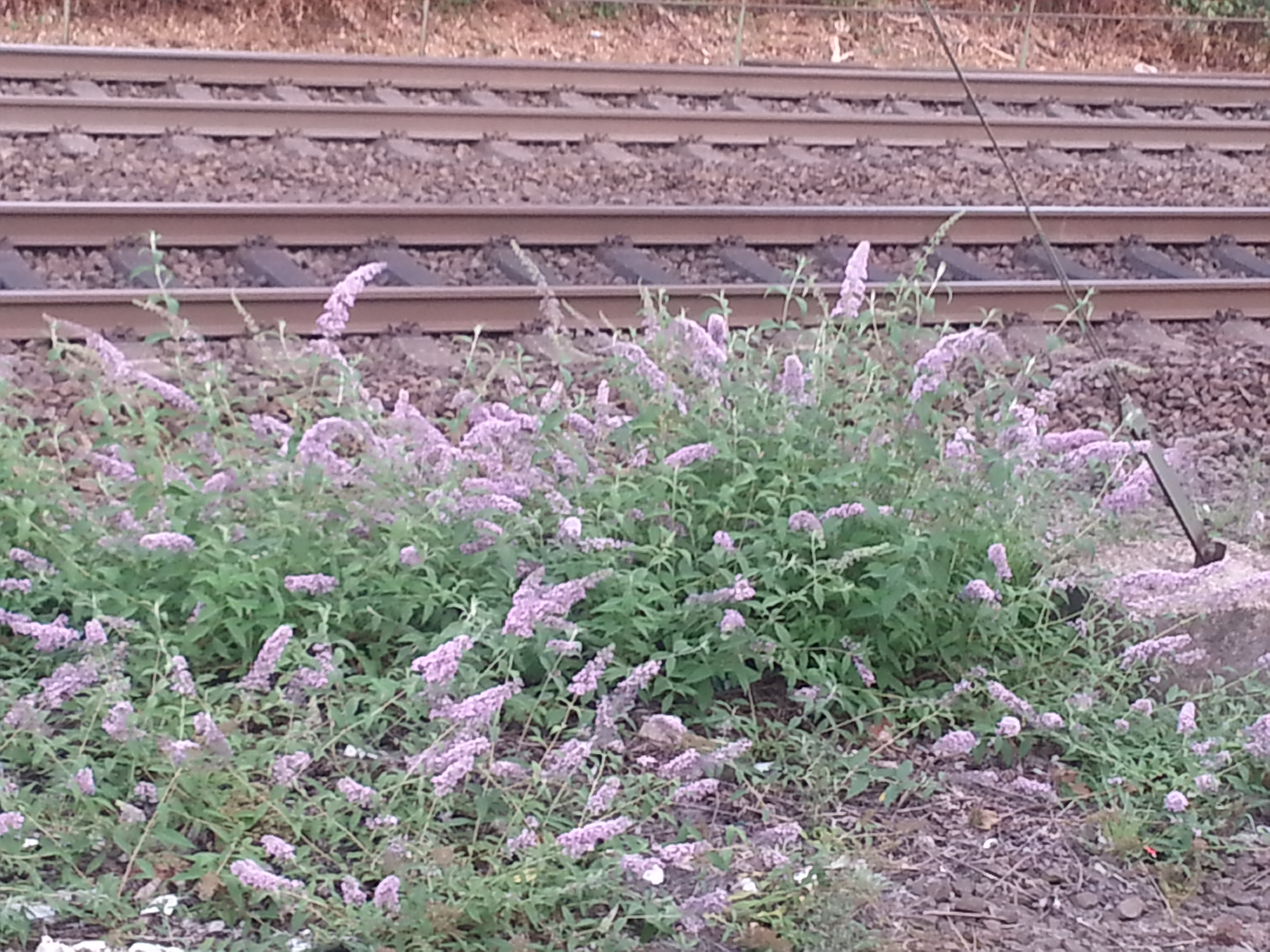

In Europa komt de struik voor in tuinen en op braakliggende terreinen in en rond grote steden; hier is de plant verwilderd als exoot. In een aantal landen wordt de struik als invasieve exoot beschouwd. Zwitserland verbood de verkoop vanaf september 2024.
In Nederland zijn verwilderde vlinderstruiken in de natuur geen groot probleem, omdat er weinig natuurgebieden zijn met de droge, rotsachtige omgeving waaraan Buddleja de voorkeur geeft. Maar in de Belgische Ardennen en in Limburgse mergelgroeven groeien ze wel. Het overdadige uitzaaien is de reden waarom veredelaars, vooral in de Verenigde Staten, werken aan het ontwikkelen van steriele cultivars, die zich niet uitzaaien.